# Квілішорі
Квілішорі (груз. ქვიშილორი) — село в Грузії.
За даними перепису населення 2014 року в селі проживає 692 особи.